# 棣棠花
棣棠花（學名：Kerria japonica），日語名，是蔷薇科蔷薇亚科棣棠花属唯一的一種植物。灌木，花色有着一種獨特的黃色。

## 特徵

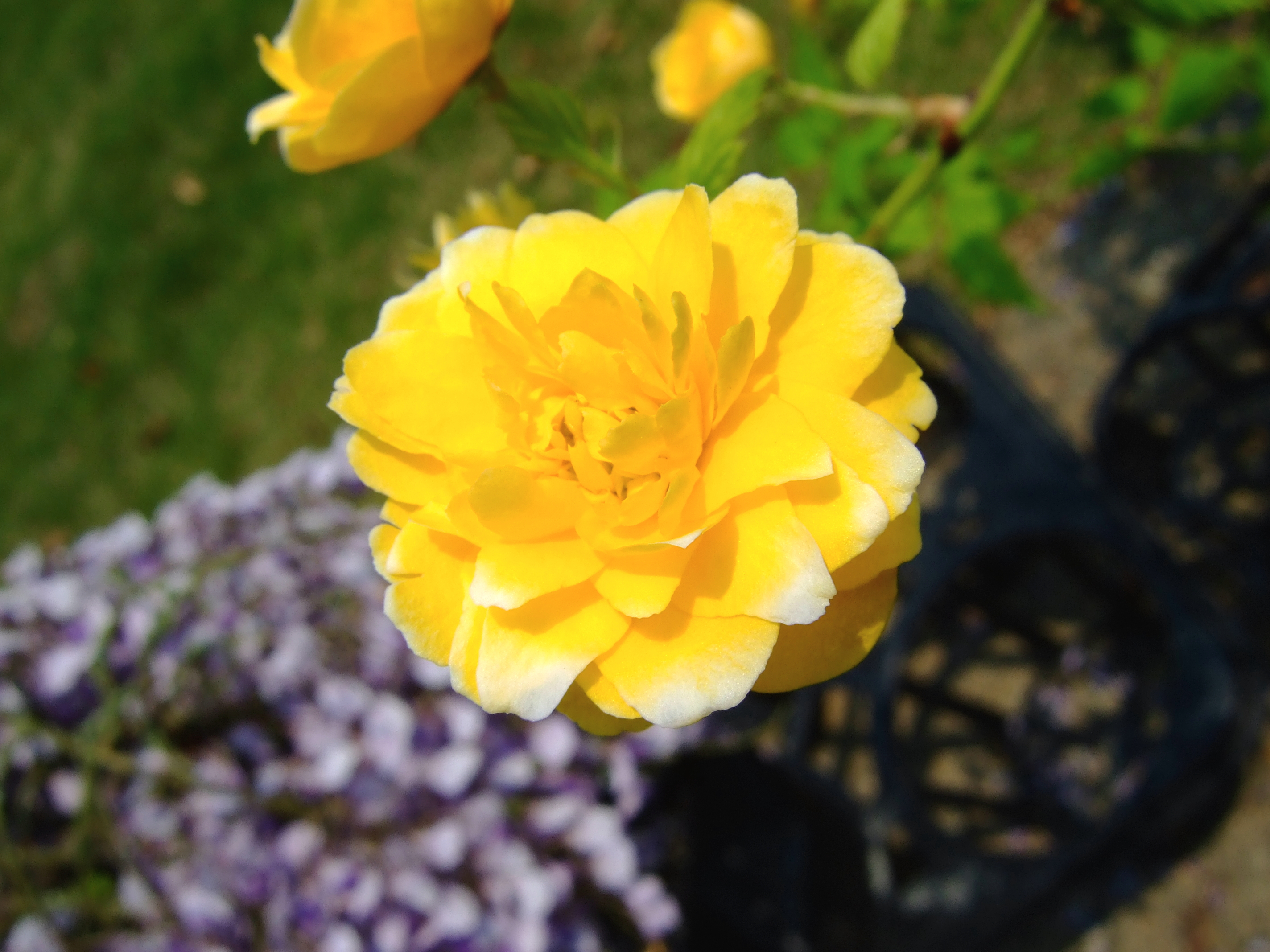
重瓣棣棠花

株高1－3米，莖柔軟彎曲，常與其他植物或是巖石群凌亂地交錯生長，單葉互生，長4－7厘米，葉緣具鋒利的鋸齒。花鮮黃色，5瓣，成熟果實為只包含一個種子的干燥瘦果，長5毫米。棣棠花有单瓣及重瓣兩種，當中以重瓣比較罕見，是一種通過栽培选育出來的品種。棣棠花的每轮花瓣都有5片。

## 分佈
棣棠花的分佈在東亞地區： 在中國分佈於廣東、湖南、湖北、四川、河南、甘肅、北京、雲南、貴州、浙江、安徽、陝西、江西、天津、福建、及韓國、日本。在日本從北海道到九州都有。除了野生以外，亦適合在庭院栽種。

## 文化
日本室町時代的武將太田道灌有一则關於“八重山吹”（重瓣棣棠花），名為「山吹之里」的傳說。
另外，日本人亦稱呼介於橘色與黃色間的濃黄色為山吹色。
|  |

十六進位色碼：#FFBF00
棣棠花是日本的埼玉縣川越市、茨城縣常陸太田市及大阪府島本町的代表花卉。
因為其顏色與小判相似，在時代劇中常見的賄賂橋段，奸商會跟貪官說「這個是給大人品嘗的山吹色的點心」(山吹色の菓子)。

## 近似植物
在日本，雞麻（Rhodotypos scandens）又名「白山吹」，但兩者品種不同，而且雞麻花只有四瓣。

## 延伸阅读
[在维基数据编辑]
 《植物名實圖考·棣棠》，出自吳其濬《植物名實圖考》

## 外部連結
- 棣棠花, Ditanghua （页面存档备份，存于） 藥用植物圖像數據庫 (香港浸會大學中醫藥學院) （繁體中文）（英文）